# Micropera secunda
Micropera secunda är en orkidéart som först beskrevs av Robert Allen Rolfe, och fick sitt nu gällande namn av Tang och Fa Tsuan Wang. Micropera secunda ingår i släktet Micropera och familjen orkidéer. Inga underarter finns listade i Catalogue of Life.